# Francois Pienaar
Francois Pienaar, właśc. Jacobus Francois Pienaar (wym. [ˈfranswa ˈpinɑːr]; ur. 2 stycznia 1967 w Vereeniging) – południowoafrykański zawodnik rugby, kapitan Springboks, triumfator Pucharu Świata w 1995 roku.

## Życiorys
Francois Pienaar urodził się w afrykanerskiej rodzinie robotniczej. Profesjonalną karierę sportową rozpoczął w 1989 roku w drużynie prowincji Transwal. W 1993 roku zadebiutował w reprezentacji narodowej, gdzie szybko przejął po legendarnym Naasie Botha funkcję kapitana drużyny. Jego największym sukcesem jest wygrana w Pucharze Świata w 1995 roku, gdzie RPA pełniło funkcję gospodarza.
Po zakończeniu reprezentacyjnej kariery w 1996 roku wyjechał do Watford w Anglii, gdzie rozpoczął grę w klubie Saracens. Po zakończeniu kariery zawodniczej w 2000 roku został trenerem Saracens. Po dwóch latach wrócił do ojczyzny i zamieszkał w Kapsztadzie wraz z żoną i dwoma synami.
Na gali IRB Awards 24 października 2011 r. wprowadzony do IRB Hall of Fame.

## Puchar Świata w 1995 roku
Organizacja Pucharu Świata w RPA zbiegła się w czasie z przemianami polityczno-społecznymi w kraju. Pienaar jako kapitan Springboks, wraz z Nelsonem Mandelą zaangażował się w agitację na rzecz obalenia apartheidu, która stała się możliwa podczas promowania turnieju, jak i również podczas samej imprezy.
Drużyna RPA po drodze do finału pokonała Australię, Rumunię, Kanadę, Samoa Zachodnie i Francję. W finale na Ellis Park Stadium w Johannesburgu po dogrywce pokonali 15-12 Nową Zelandię. W ceremonii wręczenia trofeum za zwycięstwo uczestniczył Nelson Mandela ubrany w koszulkę Springboks z nazwiskiem Pienaara. Mandela do swojej śmierci był przyjacielem Pienaara, został nawet ojcem chrzestnym jednego z synów rugbysty.

## Invictus
Postać Francois Pienaara przedstawił Clint Eastwood w filmie Invictus – Niepokonany, którego premiera miała miejsce w grudniu 2009 roku. W postać gracza wcielił się aktor Matt Damon.